# Incomparable! (альбом Аниты О’Дэй)
Incomparable! — студийный альбом американской певицы Аниты О’Дэй, выпущенный в 1964 году. Альбом был записан ещё в 1960 году при участии аранжировщика Билла Холмана. Это был последний альбом, выпущенный певицей на лейбле Verve Records после истечения контракта в 1962 году.
В 2002 году альбом был подвергнут ремастерингу и переиздан, но без каких-либо бонус-треков.

## Об альбоме
Уилл Фридуолд, музыкальный критик, отметил, что в основном на альбоме представлены высокооктановые свинги, исполняемые в стиле боп выдающимся дирижёром биг-бэнда Биллом Холманом. Главная привлекательность здесь, по его мнению, — большие номера, но есть и несколько приятных интимных баллад, особенно «The Party’s Over». Тем не менее, даже в этом проекте, ориентированном на свинг, добавил он, О’Дэй заканчивает «If I Love Again», ненадолго переходя к вальсу; это практически та же концовка, которую она использовала в вальсе Ричарда Роджерса «If I Love Again» с Билли Мэем — становится очевидным, что в обоих случаях она внесла большой вклад в аранжировки, даже работая с такими корифеями, как Мэй и Холман.
В мемуарах Анита О’Дэй заявила, что Билл Холман — отличный автор песен для биг-бэнда, но его аранжировки не совсем идеальны для «глупой маленькой стилистки джаза». Холман, по её мнению, получил удовольствие, закончив одну песню на треть: «Хорош в музыкальном плане, но простые свингеры, перед которыми я играла, никогда бы на это не купились».

## Отзывы критиков
| Оценки критиков               | Оценки критиков |
| Источник                      | Оценка          |
| ----------------------------- | --------------- |
| AllMusic                      | [ 4 ]           |
| Encyclopedia of Popular Music | [ 5 ]           |
| The Penguin Guide to Jazz     | [ 6 ]           |

В рецензии журнала Negro Digest написали: «Многим поклонникам „соула“ это не понравится, но Анита О’Дэй ближе всех к передаче пафоса и красоты стиля покойной Билли Холидей, чем любая другая вокалистка из ныне живущих. Сомневающимся стоит послушать её исполнение „Easy Living“. Конечно, мисс О’Дэй существует уже довольно давно, и она выжила, и нет никаких причин в мире, почему бы ей не вложить в песню ту же душу и смысл, которые вложила в неё мисс Холидей. Кроме того, мисс О’Дэй исполняет свои мелодии с присущей ей живостью. Когда дело доходит до вокальной гимнастики, она стоит на одном уровне с Эллой и Сарой, и у неё совершенно особый стиль исполнения мечтательной баллады. Дело в том, что мисс О’Дэй редко звучала лучше, чем на этом альбоме».
Музыкальный критик Гэри Гиддинс написал: «Её лучшее произведение, по крайней мере, его часть, обработанная в строгих аранжировках Билла Холмана. Она раскрывает необычный отблеск влияния Билли Холидей на „It Could Happen to You“ и привлекательно грубые нотки в своих верхних нотах зажигательного „Indian Summer“. Но она всегда остается сама по себе сексуальной, склонной к риску, добавляя хитрые приукрашивания в „Why Shouldn’t I“, „Old Devil Moon“ и „Easy Living“. Её бессловесная „Slaughter on 10th Avenue“ ломает трехминутную схему и демонстрирует её точную подачу, но все эти „ду-ду-ду“ напоминают Клема Кадиддлхоппера».

## Список композиций
1. «It Could Happen to You» (Джонни Берк, Джимми Ван Хьюзен) — 2:39
2. «Blue Champagne» (Джим Итон, Тэпс Миллер, Фрэнк Райерсон, Грэди Уоттс) — 2:37
3. «Avalon» (Бадди Де Силва, Эл Джолсон, Винсент Роуз) — 2:13
4. «Old Devil Moon» (Йип Харбург, Бертон Лейн) — 3:02
5. «The Party’s Over» (Бетти Комден, Адольф Грин, Джул Стайн) — 3:11
6. «Why Shouldn’t I?» (Коул Портер) — 3:14
7. «Easy Living» (Ральф Рейнджер, Лео Робин) — 3:20
8. «Can’t We Be Friends?» (Пол Джеймс, Кей Свифт) — 2:17
9. «Slaughter on Tenth Avenue» (Ричард Роджерс) — 5:52
10. «If I Love Again» (Джек Мюррей, Бен Окленд) — 2:50
11. «Speak Low» (Огден Нэш, Курт Вайль) — 3:04
12. «Indian Summer» (Эл Дубин, Виктор Герберт) — 3:14

## Участники записи
- Вокал — Анита О’Дэй
- Бас-гитара — Джо Мондрагон
- Бас-тромбон — Кенни Шройер
- Дирижёр, аранжировщик — Билл Холман
- Звукорежиссёр — Вэл Валентайн
- Гитара — Эл Хендриксон
- Саксофон-альт — Чарли Кеннеди, Джо Майни
- Саксофон-баритон — Джек Нимиц
- Саксофон-тенор — Билл Перкинс, Ричи Камука
- Тромбон — Боб Эдмонсон, Фрэнк Розолино, Лью Маккрири
- Труба — Эл Порчино, Конте Кандоли, Рэй Трискари, Стю Уильямсон
- Ударные — Мел Льюис
- Фортепиано — Лу Леви

Все данные взяты из примечаний к альбому.